# Петер Бош
Петер Бош (нід. Peter Bosz [ˈpeːtər ˈbɔs], нар. 21 листопада 1963, Апелдорн) — нідерландський футболіст, який грав на позиції півзахисника. По завершенні ігрової кар'єри — футбольний тренер. З 2023 року очолює тренерський штаб клубу ПСВ (Ейндговен).
Виступав, зокрема, за клуб «Феєнорд», з яким ставав чемпіоном Нідерландів, триразовим володарем Кубка Нідерландів та переможцем Суперкубка Нідерландів, а також національну збірну Нідерландів, у складі якої брав участь у Євро-1992.

## Життєпис

### Клубна кар'єра
У дорослому футболі дебютував 1981 року виступами за «Вітесс», в якому провів три сезони в Еерстедивізі, другому нідерландському дивізіоні, взявши участь у 81 матчі чемпіонату. У сезоні 1984/85 виступав за аматорський клуб «Апелдорн» зі свого рідного міста, після чого повернувся в Еерстедивізі, де провів ще три сезони у складі «Валвейка».

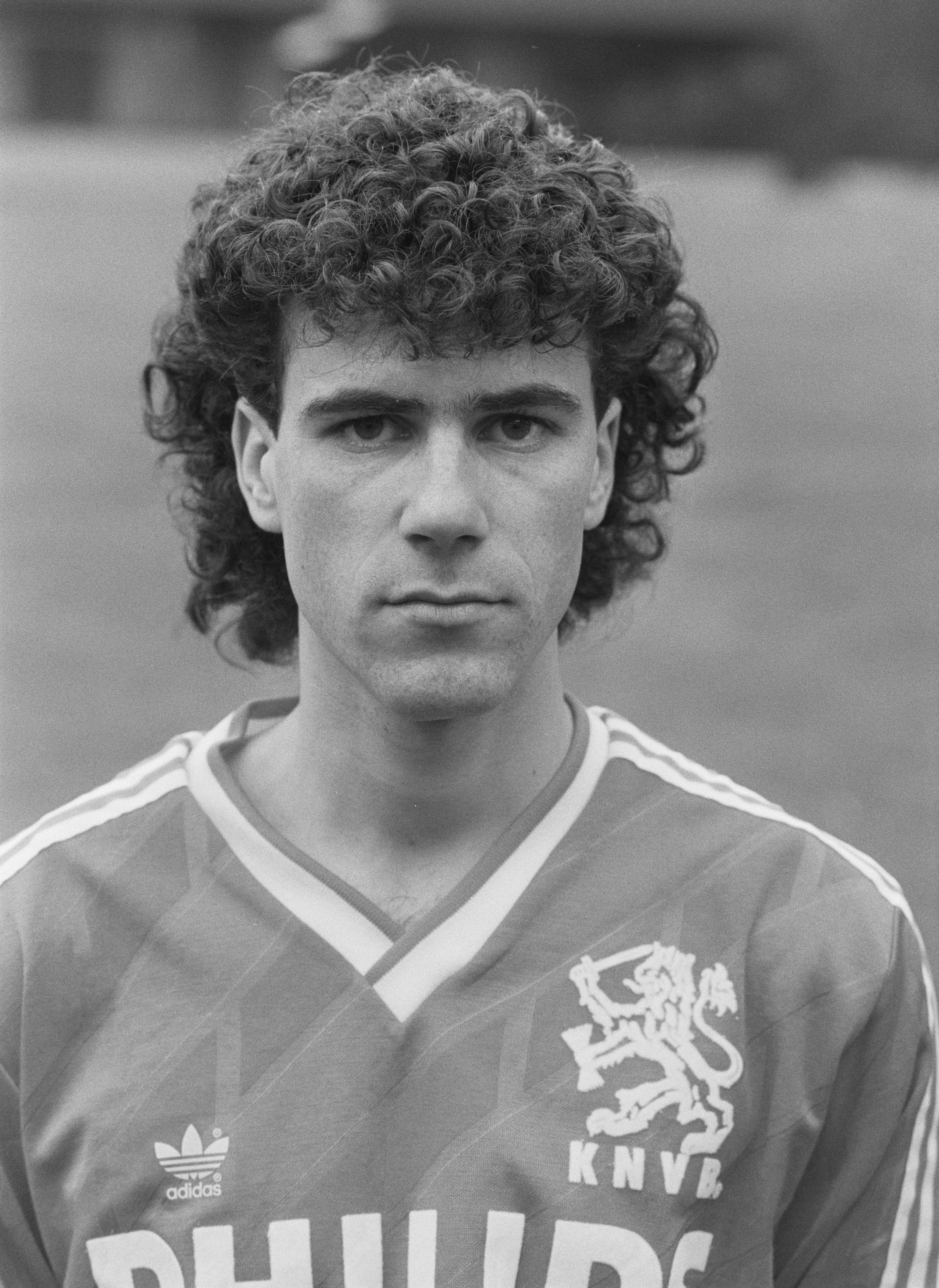
Петер Бош у 1988 році.

У 1988—1991 роках грав за французький «Тулон», де був основним гравцем.
Своєю грою привернув увагу представників тренерського штабу «Феєнорда», до складу якого приєднався влітку 1991 року. Відіграв за команду з Роттердама наступні шість сезонів своєї ігрової кар'єри. Більшість часу, проведеного у складі «Феєнорда», був основним гравцем команди. За цей час виборов титул чемпіона Нідерландів та тричі ставав володарем Кубка Нідерландів.
1996 року Петер знову вирушив грати закордон, цього разу в японський клуб «ДЖЕФ Юнайтед», а наступного року уклав контракт з «Ганзою», що виступала в німецькій Бундеслізі. У сезоні 1998/99 виступав на батьківщині за клуб «НАК Бреда», проте команда зайняла останнє 18 місце в Ередивізі і покинула елітний дивізіон, після чого гравець покинув клуб.
Завершив професійну ігрову кар'єру у «ДЖЕФ Юнайтед», куди повернувся 1999 року і захищав її кольори до припинення виступів на професійному рівні у тому ж році.

### Виступи за збірну
4 грудня 1991 року дебютував в офіційних іграх у складі національної збірної Нідерландів в матчі кваліфікації на Євро-1992 проти збірної Греції. «Помаранчеві» в тому матчі здобули перемогу 1:0 і кваліфікувались на турнір.
У складі збірної був учасником чемпіонату Європи 1992 року у Швеції, на якому зіграв в одному матчі проти німців (3:1), а його збірна стала півфіналістом турніру.
Всього протягом п'ятирічної кар'єри в національній команді провів у її формі лише 8 матчів.

### Кар'єра тренера
Розпочав тренерську кар'єру невдовзі по завершенні кар'єри гравця, в грудні 1999 року, очоливши тренерський штаб клубу «Апелдорн», з яким 2002 року виграв аматорський чемпіонат. У сезоні 2002/03 очолював «Де Графсхап», але його команда зайняла останнє 18 місце в Ередивізі і вилетіла в нижчий дивізіон, після чого Бош покинув клуб. 2004 року Бош став тренером клубу «Гераклес» (Алмело), з яким у першому ж сезоні виграв Еерстедивізі і вийшов до вищого нідерландського дивізіону, а у наступному сезоні зберіг прописку в еліті, зайнявши 13 місце, після чого покинув команду.
З початку сезону 2006/07 і до початку 2009 року працював технічним директором у «Феєнорді». За його допомоги клуб підписав таких зірок нідерландського футболу як Джованні ван Бронкгорст, Рой Макай, Денні Ландзат та інших, з якими Бош свого часу разом грав у національній збірній. Залишив свою посаду 14 січня 2009 року у зв'язку з незгодою звільнення головного тренера клубу Гертьяна Вербека.
2 травня 2010 року Бош вдруге очолив «Гераклес» (Алмело), з яким пропарацював наступні три сезони в Ередивізі. З 19 червня 2013 року очолив тренерський штаб команди «Вітесс».
У 2016 році був призначений головним тренером команди «Маккабі» Тель-Авів, однак через декілька місяців пристав на пропозицію амстердамського гранда і з червня 2016 року працював на посаді головного тренера футбольного клубу «Аякс». За рік, влітку 2017, прийняв пропозицію очолити дортмундську «Боруссію». Проте вже в грудні того ж року звільнений після низки незадовільних результатів.
23 грудня 2018 року було оголошено про призначення Петера Боша головним тренером «Баєра 04» з Леверкузена. 23 березня 2021 року Петер Бош був звільнений з цієї посади через погані результати команди. 

#### Клубна

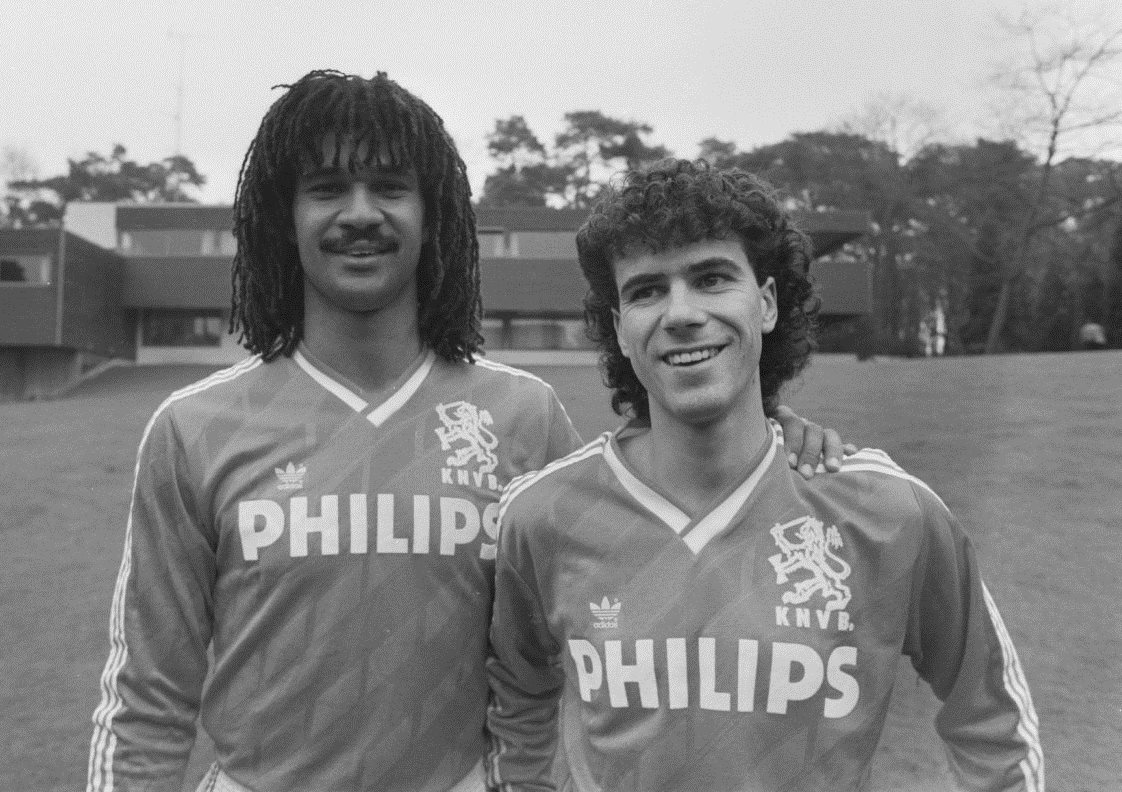
Петер Бош (праворуч) і Руд Гулліт. 21 березня 1988 року.

### Статистика
| Чемпіонат  | Чемпіонат      | Чемпіонат    | Ліга | Ліга |
| Сезон      | Клуб           | Ліга         | Ігри | Голи |
| Нідерланди | Нідерланди     | Нідерланди   | Ліга | Ліга |
| ---------- | -------------- | ------------ | ---- | ---- |
| 1981/82    | «Вітесс»       | Еерстедивізі | 26   | 0    |
| 1982/83    | «Вітесс»       | Еерстедивізі | 27   | 2    |
| 1983/84    | «Вітесс»       | Еерстедивізі | 28   | 0    |
| 1984/85    | «Апелдорн»     |              | 0    | 0    |
| 1985/86    | «Валвейк»      | Еерстедивізі | 35   | 1    |
| 1986/87    | «Валвейк»      | Еерстедивізі | 35   | 2    |
| 1987/88    | «Валвейк»      | Еерстедивізі | 35   | 1    |
| Франція    | Франція        | Франція      | Ліга | Ліга |
| 1988/89    | «Тулон»        | Дивізіон 1   | 24   | 0    |
| 1989/90    | «Тулон»        | Дивізіон 1   | 34   | 0    |
| 1990/91    | «Тулон»        | Дивізіон 1   | 35   | 0    |
| Нідерланди | Нідерланди     | Нідерланди   | Ліга | Ліга |
| 1991/92    | «Феєнорд»      | Ередивізі    | 33   | 1    |
| 1992/93    | «Феєнорд»      | Ередивізі    | 27   | 2    |
| 1993/94    | «Феєнорд»      | Ередивізі    | 28   | 0    |
| 1994/95    | «Феєнорд»      | Ередивізі    | 32   | 1    |
| 1995/96    | «Феєнорд»      | Ередивізі    | 31   | 2    |
| 1996/97    | «Феєнорд»      | Ередивізі    | 5    | 0    |
| Японія     | Японія         | Японія       | Ліга | Ліга |
| 1996       | «ДЖЕФ Юнайтед» | Джей-ліга    | 9    | 0    |
| 1997       | «ДЖЕФ Юнайтед» | Джей-ліга    | 24   | 1    |
| Німеччина  | Німеччина      | Німеччина    | Ліга | Ліга |
| 1997/98    | «Ганза»        | Бундесліга   | 14   | 0    |
| Нідерланди | Нідерланди     | Нідерланди   | Ліга | Ліга |
| 1998/99    | «НАК Бреда»    | Ередивізі    | 26   | 1    |
| Японія     | Японія         | Японія       | Ліга | Ліга |
| 1999       | «ДЖЕФ Юнайтед» | Джей-ліга    | 15   | 1    |
| Країна     | Нідерланди     | Нідерланди   | 368  | 13   |
| Країна     | Франція        | Франція      | 93   | 0    |
| Країна     | Японія         | Японія       | 48   | 2    |
| Країна     | Німеччина      | Німеччина    | 14   | 0    |
| Всього     | Всього         | Всього       | 523  | 15   |

| Збірна Нідерландів | Збірна Нідерландів | Збірна Нідерландів |
| Роки               | Ігри               | Голи               |
| ------------------ | ------------------ | ------------------ |
| 1991               | 1                  | 0                  |
| 1992               | 5                  | 0                  |
| 1993               | 0                  | 0                  |
| 1994               | 0                  | 0                  |
| 1995               | 2                  | 0                  |
| Всього             | 8                  | 0                  |

### Титули і досягнення
Гравець
- Чемпіон Нідерландів (1):

«Феєнорд»: 1992-93
- Володар Кубка Нідерландів (3):

«Феєнорд»: 1991-92, 1993-94, 1994-95
- Володар Суперкубка Нідерландів (1):

«Феєнорд»: 1991
Тренер
- Володар Суперкубка Нідерландів (2):

ПСВ: 2023, 2025
- Чемпіон Нідерландів (2):

ПСВ: 2023-24, 2024-25